# Campeonato nacional de fútbol de Pueblos Originarios 2012
El campeonato nacional de fútbol de Pueblos Originarios 2012 fue un torneo deportivo en Chile, organizado por la Asociación Nacional de Pueblos Originarios (ANPO) y por la Corporación Nacional de Desarrollo Indígena (CONADI).
En la versión 2012, participaron seis equipos conformados por representantes de los siguientes pueblos originarios: aymara, lican antay, mapuche, Rapanui; además, se incluyó a las comunidades pehuenche (mapuches de la cordillera) y wariache (mapuches urbanos).

## Equipos participantes
Las selecciones participantes fueron las siguientes:
| Equipos participantes | Equipos participantes | Equipos participantes | Equipos participantes |
| --------------------- | --------------------- | --------------------- | --------------------- |
| Aimara                | Lican Antay           | Mapuche               |                       |
| Pehuenche             | Rapanui               | Wariache              |                       |

## Fase de grupos[2]

### Grupo A
| Equipo         | Pts | PJ | PG | PE | PP | GF | GC | Dif |
| -------------- | --- | -- | -- | -- | -- | -- | -- | --- |
| Mapuche        | 6   | 2  | 2  | 0  | 0  | 4  | 0  | +4  |
| Pehuenche      | 0   | 2  | 0  | 0  | 2  | 1  | 4  | -3  |
| Aimara (susp.) | 3   | 2  | 1  | 0  | 1  | 2  | 3  | -1  |

### Grupo B
| Equipo      | Pts | PJ | PG | PE | PP | GF | GC | Dif |
| ----------- | --- | -- | -- | -- | -- | -- | -- | --- |
| Rapanui     | 6   | 2  | 2  | 0  | 0  | 15 | 0  | +15 |
| Lican Antay | 3   | 2  | 1  | 0  | 1  | 2  | 4  | -2  |
| Wariache    | 0   | 2  | 0  | 0  | 2  | 1  | 14 | -13 |

### Primera fecha
| 20 de junio de 2012, 10:00 | Mapuche       | 2:0 (1:0) | Aimara | Estadio Bicentenario de la Florida, Santiago |  |
|                            | Oñate 1', 90' |           |        |                                              |  |

| 20 de junio de 2012, 12:00 | Rapanui                        | 3:0 (0:0) | Lican Antay | Estadio Bicentenario de la Florida, Santiago |  |
|                            | Muñoz 6' · Tuki 45' · Pate 46' |           |             |                                              |  |

### Segunda fecha
| 21 de junio de 2012, 9:00 | Rapanui                                                                  | 12:0 (7:0) | Wariache | Estadio Bicentenario de la Florida, Santiago |  |
|                           | Muñoz ?', ?', ?' · Avaka ?', 9', 11', 16' · Pate 55', 59', 77', 80', 85' |            |          |                                              |  |

| 21 de junio de 2012, 11:00 | Mapuche                | 2:0 (2:0) | Pehuenche | Estadio Bicentenario de la Florida, Santiago |  |
|                            | Lizama 7' · Coronel 9' |           |           |                                              |  |

### Tercera fecha
| 22 de junio de 2012, 9:00 | Aimara | 2:1 (2:1) susp. | Pehuenche | Estado Nacional, Santiago |  |
|                           |        | Reporte         |           |                           |  |

| 22 de junio de 2012, 11:00 | Lican Antay | 2:1 (1:1) | Wariache | Estado Nacional, Santiago |  |

## Fase final
|  | Semifinales           | Semifinales           |       |                       | Final                 | Final       |  |
|  | 23 de junio           | 23 de junio           |       |                       | 24 de junio           | 24 de junio |  |
|  |                       |                       |       |                       |                       |             |  |
|  | Santiago, 23 de junio |                       |       |                       |                       |             |  |
|  | Rapanui               | 7                     |       |                       |                       |             |  |
|  | Pehuenche             | 3                     |       |                       |                       |             |  |
|  |                       |                       |       |                       |                       |             |  |
|  |                       |                       |       |                       | Santiago, 24 de junio |             |  |
|  |                       |                       |       |                       | Rapanui               | 2 (4)       |  |
|  |                       | Mapuche               | 2 (2) |                       |                       |             |  |
|  |                       |                       |       |                       |                       |             |  |
|  |                       |                       |       |                       |                       |             |  |
|  |                       |                       |       |                       | Tercer lugar          |             |  |
|  | Santiago, 23 de junio | Santiago, 23 de junio |       | Santiago, 23 de junio | Santiago, 23 de junio |             |  |
|  | Mapuche               | 4                     |       | Pehuenche             | 1                     |             |  |
|  | Lican Antay           | 0                     |       |                       | Lican Antay           | 0           |  |

### Semifinales
| 23 de junio de 2012, 9:00 | Mapuche              | 4:0 (1:0) | Lican Antay | Estado Nacional, Santiago |  |
|                           | Pate 15', ?', ?', ?' | Reporte   | 7'          |                           |  |

| 23 de junio de 2012, 11:00 | Rapanui | 7:3 (4:1) | Pehuenche | Estado Nacional, Santiago |  |
|                            |         | Reporte   |           |                           |  |

### Tercer y cuarto lugares

#### Pehuenche - Lican Antay
| 23 de junio de 2012 | Pehuenche | 1:0 (0:0) | Lican Antay | Estadio Nacional, Santiago |  |
|                     |           | Reporte   |             |                            |  |

### Final

#### Rapanui - Mapuche
| 24 de junio de 2012, 13:00 | Rapanui                       | 2:2 (2:0) (4 – 2 p.)       | Mapuche                          | Estadio Bicentenario de la Florida, Santiago |                              |
|                            | Peña 27' · Pate 31'           |                            | Ñanco 5', 20'                    | Asistencia: 400 espectadores                 | Asistencia: 400 espectadores |
|                            |                               | Tiros desde el punto penal |                                  |                                              |                              |
|                            | Peña · Muñoz · Sanchez · Pate |                            | Oñate · Ñanco · Coronel · Lizama |                                              |                              |

#### Campeón
| Rapanui              |
| Rapa Nui 1.er título |

## Clasificación final
La clasificación final indica la posición que cada selección ocupó al finalizar el torneo. La tabla está dividida según la fase alcanzada por cada selección nacional.
| Equipo | Equipo         | Gr. | Pts | PJ | PG | PE | PP | GF | GC | Dif |
| ------ | -------------- | --- | --- | -- | -- | -- | -- | -- | -- | --- |
| 1      | Rapa Nui       | B   | 10  | 4  | 3  | 1  | 0  | 24 | 5  | +19 |
| 2      | Mapuche        | A   | 10  | 4  | 3  | 1  | 0  | 10 | 2  | +8  |
| 3      | Pehuenche      | A   | 3   | 4  | 1  | 0  | 3  | 5  | 11 | -6  |
| 4      | Lican Antay    | B   | 3   | 4  | 1  | 0  | 3  | 2  | 9  | -7  |
| 5      | Wariache       | B   | 0   | 2  | 0  | 0  | 2  | 1  | 14 | -13 |
| 6      | Aimara (susp.) | A   | 3   | 2  | 1  | 0  | 1  | 2  | 3  | -1  |